# 크루푹
크루푹(인도네시아어: kerupuk) 또는 크로폭(말레이어: keropok)은 인도네시아와 말레이시아의 튀긴 과자이다. 필리핀에서는 크로펙(타갈로그어: kropek)이라 부른다. 간식으로 먹거나 식사 때 주요리에 곁들여 먹는다. 녹말과 해산물(새우, 생선, 오징어 등)로 만드는 경우가 많으며, 그 외에도 쌀, 과일, 견과, 채소 등을 넣어 만들 수 있다.

## 사진 갤러리

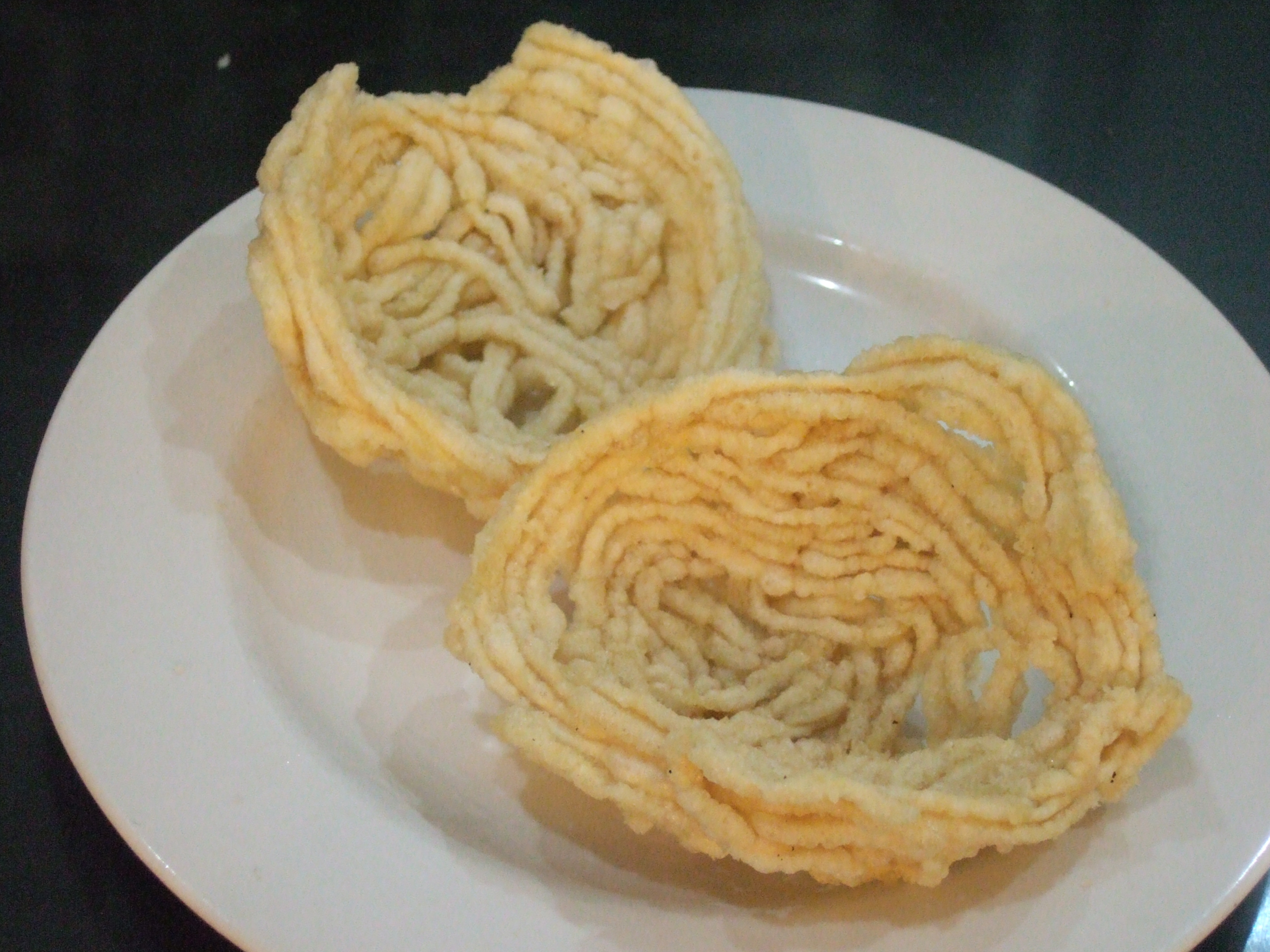
크루푹 미 (국수 크루푹)
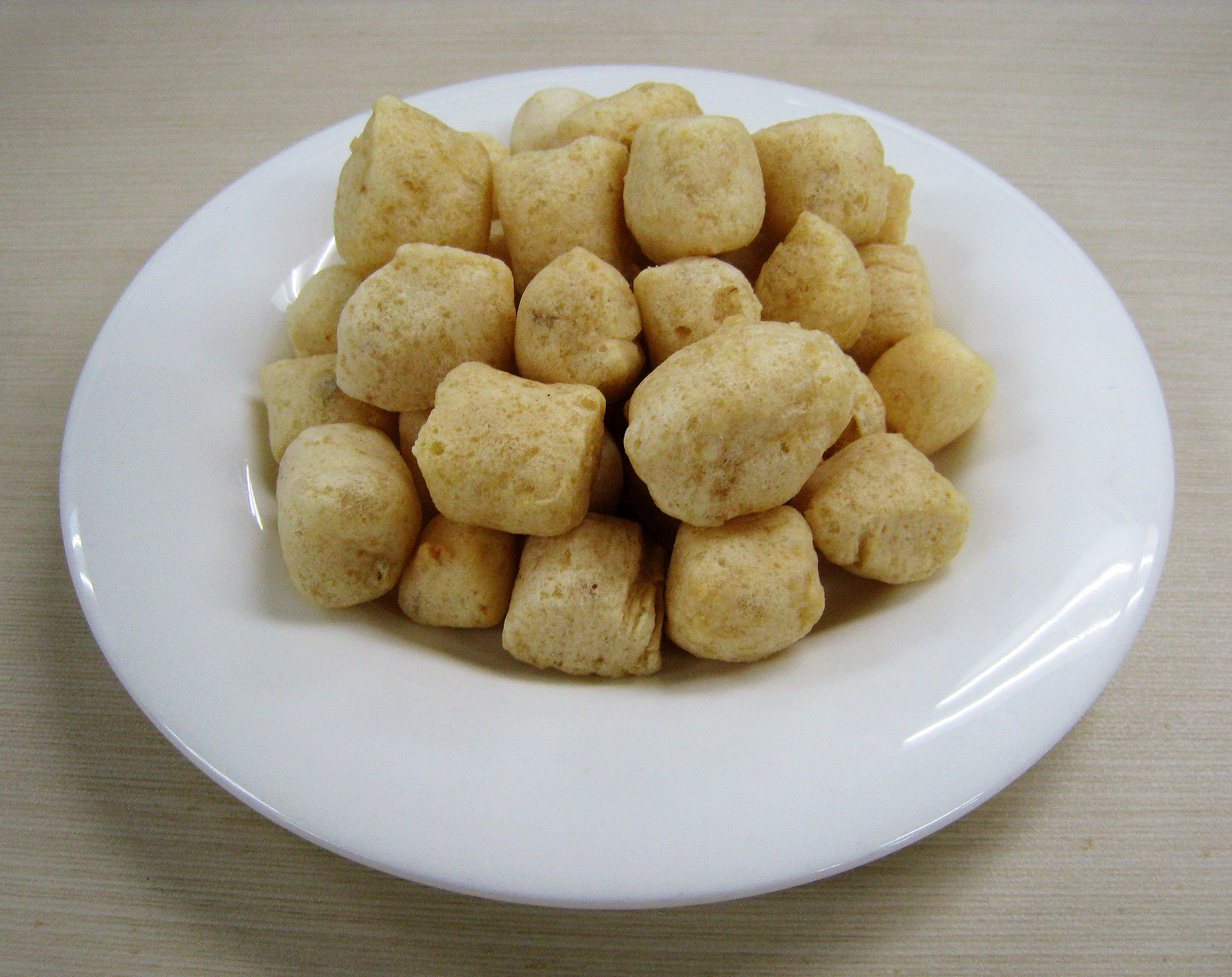
크루푹 암플랑 (삼치 크루푹)
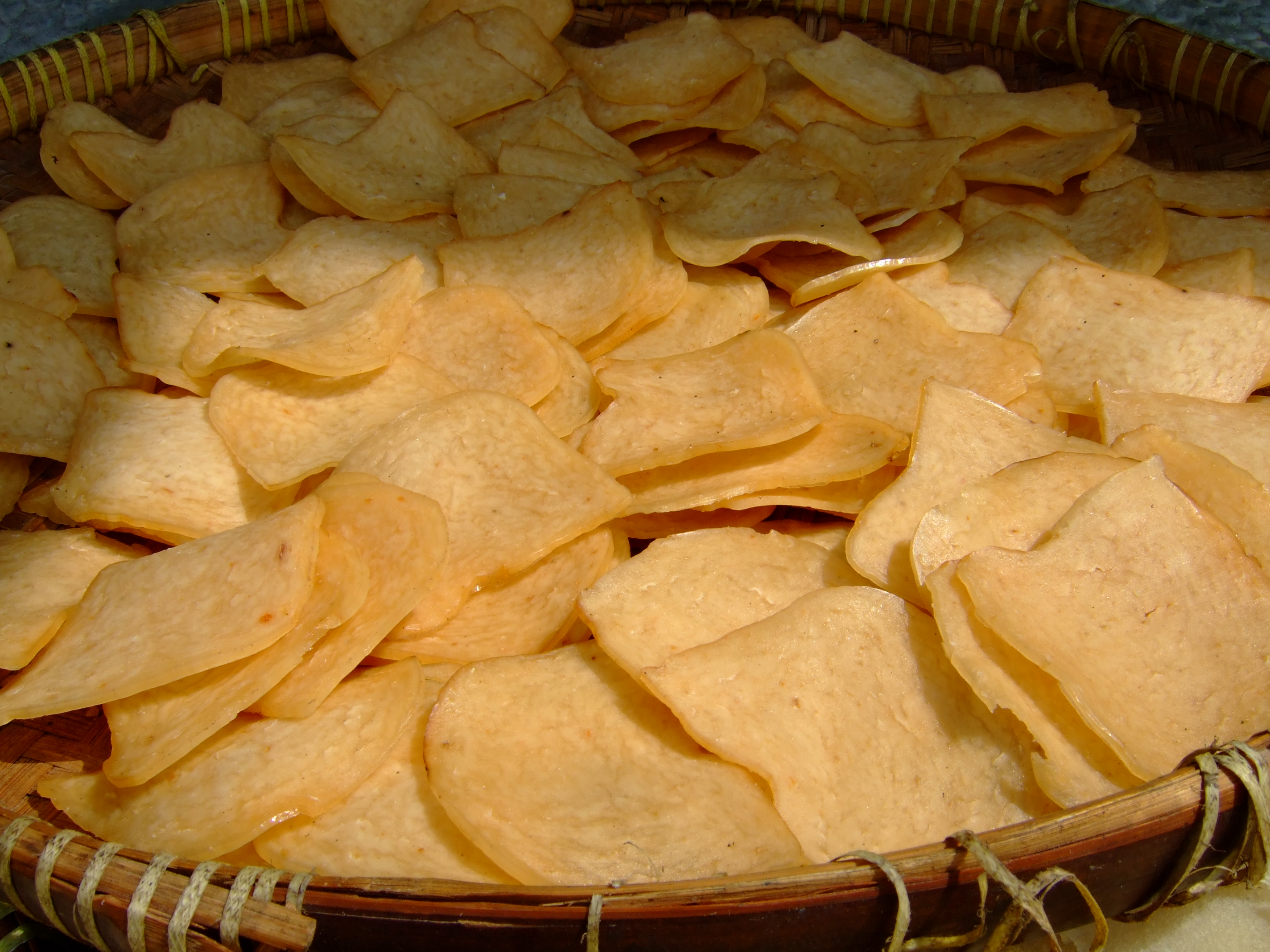
크루푹 우당 (새우 크루푹)
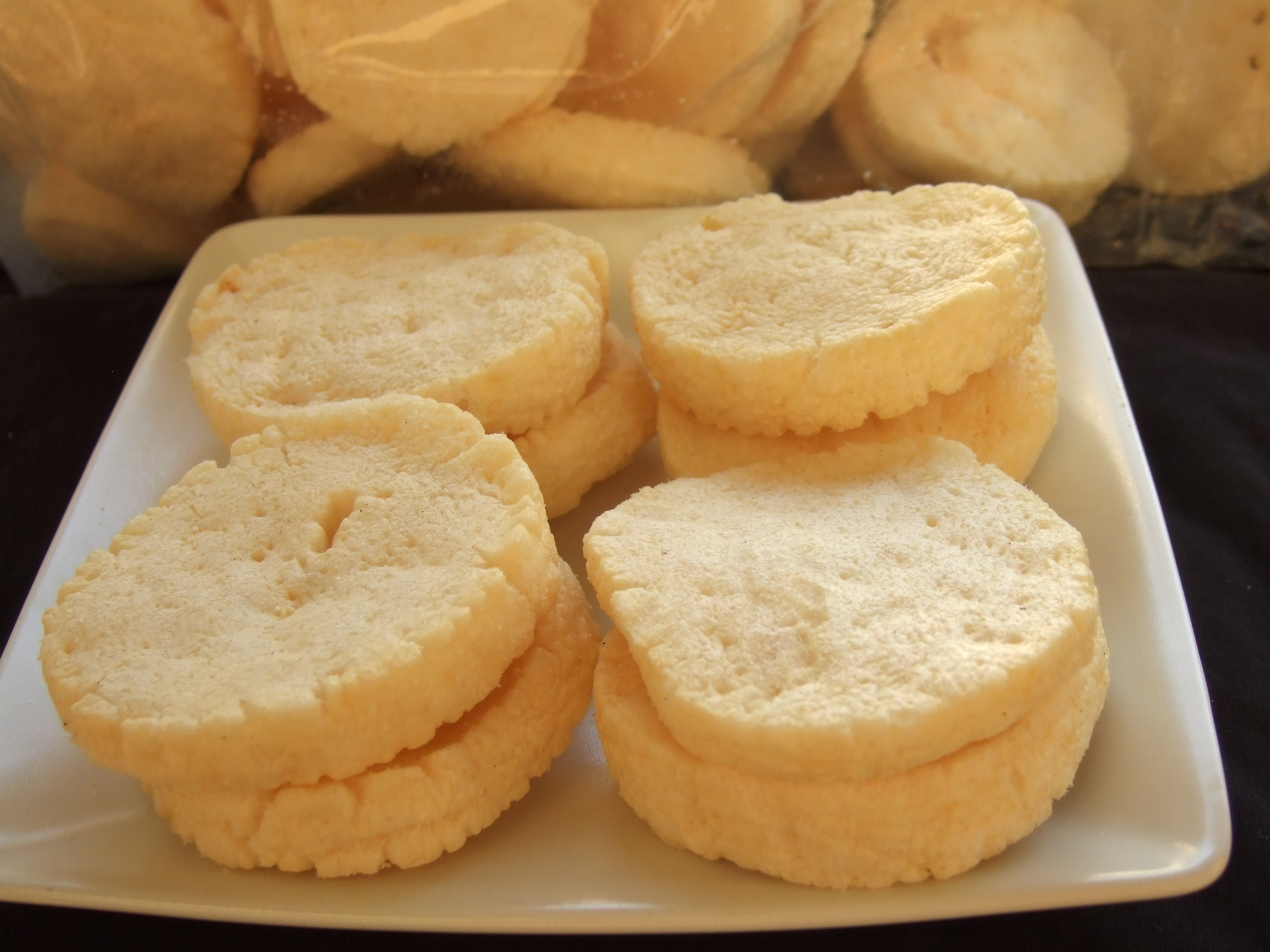
크루푹 이칸 (생선 크루푹)
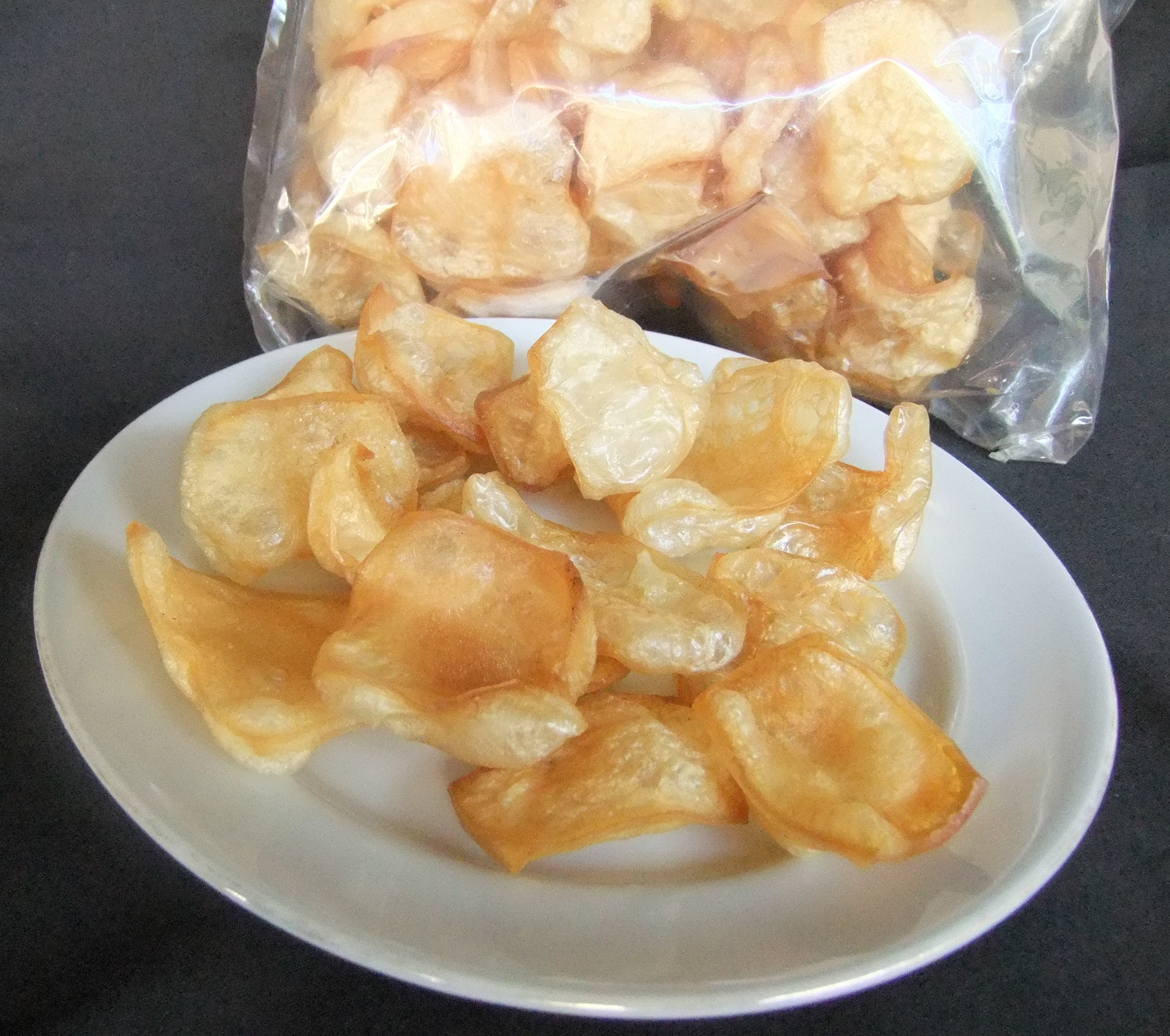
크루푹 쿨릿 (껍질 크루푹)
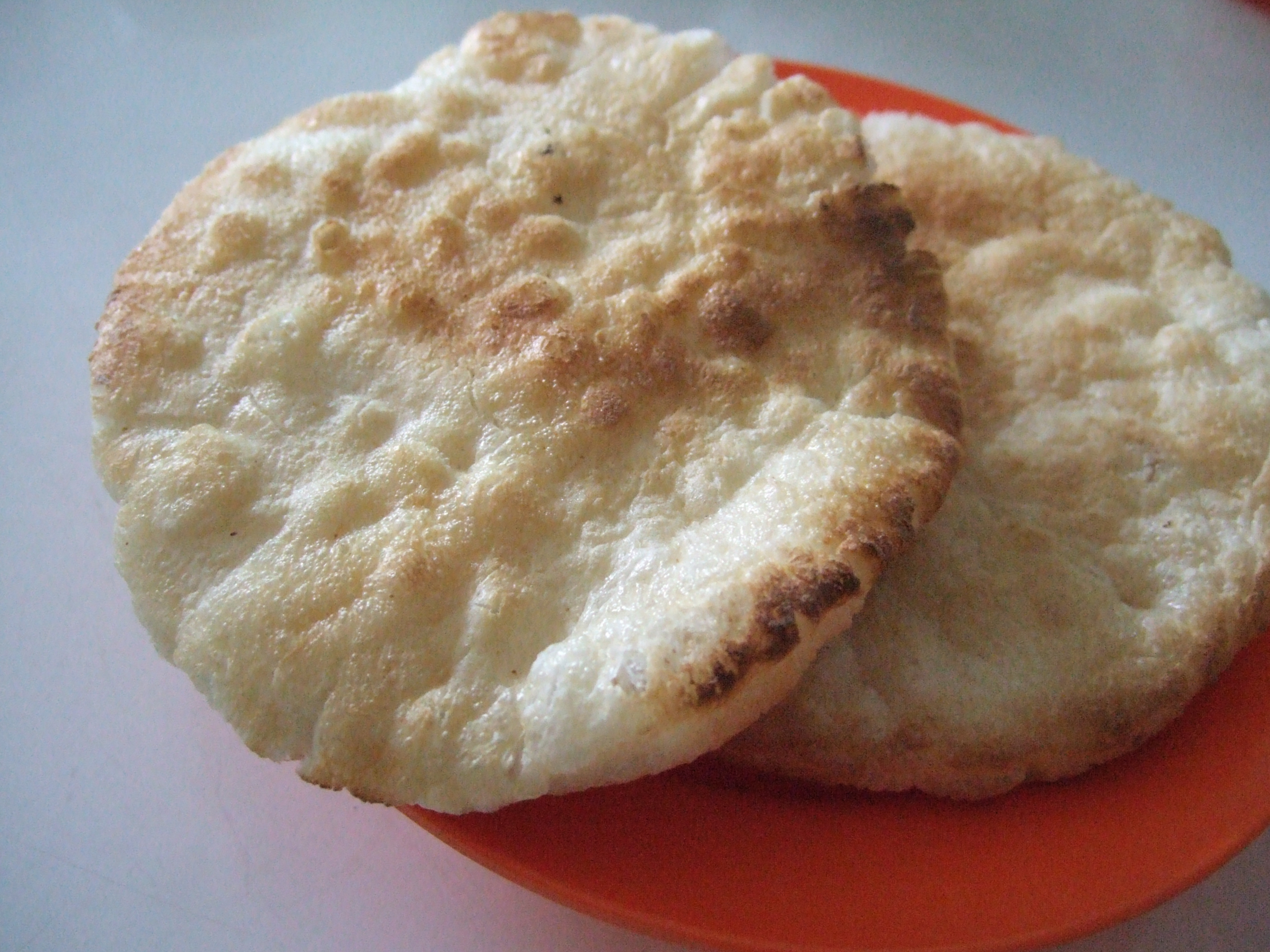
크루푹 큼플랑 (삼치 크루푹)
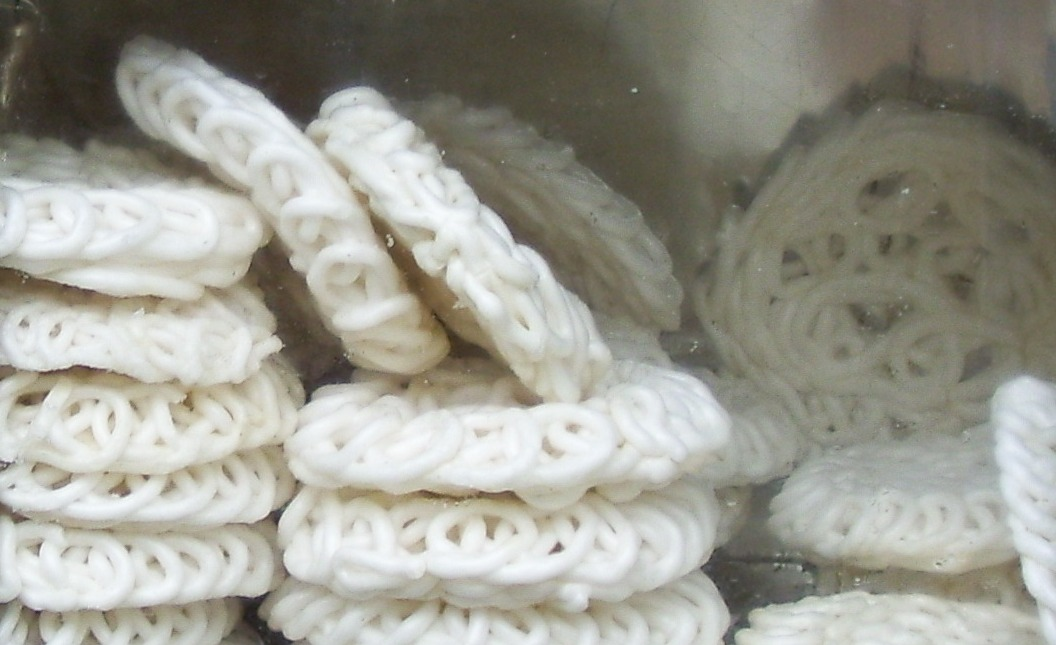
크루푹 푸티 (흰 크루푹)

## 같이 보기
- 누룽지
- 뻥튀기
- 크래커